# Tinsley Ellis
Tinsley Ellis (né le 4 juin 1957 à Atlanta, en Géorgie), est un guitariste et chanteur de blues/rock américain.

## Discographie
- 1988 - Georgia Blue
- 1989 - Fanning the Flames
- 1991 - Cool on It
- 1992 - Trouble Time
- 1994 - Storm Warning
- 1997 - Fire it Up
- 2000 - Kingpin
- 2002 - Hell or High Water
- 2004 - The Hard Way
- 2005 - Live! Highwayman
- 2007 - Moment of Truth
- 2009 - Speak No Evil
- 2013 - Get It!
- 2014 - Midnight Blue
- 2015 - Tough Love
- 2016 - Red Clay Soul
- 2018 - Winning Hand
- 2020 - Ice Cream In Hell
- 2022 - Devil May Care
- 2024 - Naked Truth

### Compilations
- 1996 - A Celebration of Blues: The New Breed